# Bernardo Caballero Paredes
Bernardo Caballero Paredes (Medina del Campo, Valladolid, 25 de mayo de 1592-Oviedo, 13 de abril de 1661) religioso español que llegó a ser obispo de Orihuela, Lérida y Oviedo.

## Biografía
Doctorado en derecho civil y canónico por la Universidad de Salamanca, fue sucesivamente párroco de la iglesia de San Vicente del Berrocal, canónigo de la catedral de Ávila y fiscal de la Inquisición en Toledo y Zamora.

### Episcopado
Fue presentado por el rey Felipe IV para la diócesis de Albarracin, pero antes de tomar posesión, el 22 de marzo de 1627 fue promovido a obispo de Orihuela; recibió la consagración el 30 de mayo de 1627 de manos del cardenal Antonio Zapata.  
Tras ocho años en Orihuela se trasladó a Lérida tras ser nombrado obispo de Lérida, de donde tuvo que salir precipitadamente durante la sublevación de Cataluña de 1640. 
El 13 de enero de 1642 se trasladó a Oviedo al ser nombrado obispo de Oviedo puesto que desempeñaría hasta su muerte el 13 de abril de 1661. 
Durante su mandato en la diócesis asturiana mandó construir la capilla de Santa Bárbara en la catedral de Oviedo para albergar el Santo Sudario; al mismo tiempo, patrocinó las obras de la iglesia de agustinas recoletas de su ciudad natal, donde todavía se conserva su escultura.
Gracias a él, el «Misteri d'Elx» ha llegado hasta nosotros, pues Clemente VIII había prohibido las representaciones dentro de las iglesias. D. Bernardo dio normas precisas para que se pudiera conservar.

## Sucesión
| Predecesor: Andrés Balaguer Salvador | Obispo de Orihuela 1627-1635 | Sucesor: Juan García Arlés          |
| Predecesor: Pedro Magarola Fontanet  | Obispo de Lérida 1635-1642   | Sucesor: Pedro Anglada Sánchez      |
| Predecesor: Antonio Valdés Herrera   | Obispo de Oviedo 1642-1661   | Sucesor: Diego de Riquelme y Quirós |